# Ted Cofie
Ted Cofie (ur. 23 września 1969) – ghański bokser zawodowy, były mistrz świata IBO w wadze cruiser.

## Profesjonalna kariera
Na zawodowych ringach zadebiutował 25 kwietnia 1988 remisując z Tonym Behanem. 12 czerwca 1992 poniósł swoją pierwszą porażkę przegrywając na punkty z Dave Russellem. 7 maja 1993 zdobył mistrzostwo Australii w wadze junior ciężkiej nokautując w czwartej rundzie Viviana Schwalgera. Swój tytuł obronił dwukrotnie, pokonując na punkty Steve'a Unterholzera na punkty oraz Moli Kaufusi nokautując go w dwunastej rundzie. Mistrzostwo utracił 13 lutego 1994 przegrywając z Philem Gregorym jednogłośną decyzją. W swoim kolejnym pojedynku 3 listopada 1995 znokautował w siódmej rundzie Josepha Polu zdobywając mistrzostwo świata federacji IBO. 29 stycznia 1996 doszło do pojedynku rewanżowego z Philem Gregorym, którego pokonał przez techniczny nokaut w trzeciej rundzie. 12 lipca 1997 zmierzył się z przyszłym mistrzem federacji WBC Juanem Carlosem Gómezem, który bronił pasa WBC International, przegrywając przez techniczny nokaut w czwartej rundzie. Po stoczeniu kolejnych trzech pojedynków w 2000 roku zakończył karierę.